# أزون بلاغ
أزون بلاغ (بالفارسية: ازون بلاغ) هي قرية تقع في قسم ورزق الريفي (مقاطعة فريدن) في إيران. يقدر عدد سكانها بـ 1,363 نسمة .